# ЕУнет
ЕУнет је Интернет бренд у Србији. Под брендом послују две компаније: ЕУнет ДОО који је и власник бренда и YUnet International DOO, при чему је ЕУнет посвећен хостингу и развоју софтвера, а YUnet жичном или бежичном приступу Интернету.

## Историјат
ЕУнет Југославија је настао 1995. године као потписник франшизе са EUnet International CS Amsterdam тада највећим Интернет провајдером у Европи.
1996 је пуштен у рад први међународни Интернет линк у Србији капацитета 2 Мбпс, 1996. и тиме је ЕУнет постао први комерцијални добављач интернет услуга у Југославији.
Године 1997. формиран је ЕУнет ДОО, посебан тим задужен за развој пословног софтвера, хостинг сервиса и информатичких решења, чиме компанија добија на снази и почиње да уводи нове услуге.
На такмичењу брендова у Србији које је 2007. организовала међународна институција Супербрендс, ЕУнет је добио статус супербренда за Србију у категорији Дигиталних медија и Интернета, као једини провајдер у Србији са таквим статусом.

## Услуге
Под брендом ЕУнет пружају се услуге повезивања на Интернет путем АДСЛ-а, дајл ап технологије или попречних веза. ЕУнет пружа и услуге регистрације Интернет домена и веб-хостинга, закупа наменских и клауд (ВПС) сервера, колокације сервера, развој софтвера и SaaS услуге. Централно чвориште ЕУнета смештено је у Београду у згради Сава центра на Новом Београду док се за хостинг услуге чвориште налази у дата центру Теленора.
У 2007. години ЕУнет је пружао услуге за преко 200.000 приватних и преко 15.000 пословних клијената. На својим серверима хостује преко 6.500 презентација.